# 王娜娜事件
王娜娜事件是一起冒名顶替上大学事件。
2002年，周口市沈丘县的高考生王娜娜落榜。2003年，再次参加高考，未收到录取通知书，她以为再次落榜。便外出打工，继而结婚生子。
2014年，王娜娜办理银行业务时被拒。次年申请贷款时亦被拒，原因是银行发现其为大专学历，而其却填的是高中学历。由此，王娜娜发现自己被人顶替上了大学。顶替者叫张莹莹（2003年高考落榜），其父张合停托人找到了王娜娜的录取通知书，而后在一家打印店制作了一系列假证件。随后张莹莹改名王娜娜，顶替完成学业，最后成为一名教师。
之后，王娜娜联系到张莹莹（假王娜娜）希望对方注销学籍，但对方声称即使告到联合国也没用。由于对方嚣张的气焰，引起网友愤慨，微博热议。媒体也争相报道。张莹莹父亲希望通过8万元私了，被拒绝。假王娜娜的学历被注销，并被学校解聘。但是学校拒绝为王娜娜恢复学籍。
2017年，王娜娜再次参加高考。

## 参阅
- 罗彩霞事件

- 齐玉苓案